# Raymond Martin
Raymond Martin (født 22. maj 1949 i Saint-Pierre-du-Regard) er en tidligere fransk landevejscykelrytter. I Tour de France 1980 sluttede han på tredjepladsen sammenlagt og vandt den prikkede bjergtrøje.